# Клаус, Изабель
Изабель Клаус (нем. Isabel Klaus; род. 27 апреля 1978, Аннаберг-Буххольц) — немецкая лыжница, призёр этапа Кубка мира. Специализировалась в спринтерских гонках.

## Карьера
В Кубке мира Клаус дебютировала 27 декабря 1998 года, в феврале 2004 года единственный раз попала в тройку лучших на этапе Кубка мира, в командном спринте. Кроме этого имеет на своём счету 10 попаданий в десятку лучших на этапах Кубка мира, 5 в личных и 5 в командных гонках. Лучшим достижением Клаус в общем итоговом зачёте Кубка мира является 37-е место в сезоне 2003-04.
За свою карьеру в чемпионатах мира и Олимпийских играх участия не принимала.
Использовала лыжи производства фирмы Madshus, ботинки и крепления Salomon.